# 西寧州 (青海省)
西寧州（せいねいしゅう）は、中国にかつて存在した州。モンゴル帝国および大元ウルスの時代に現在の青海省西寧市一帯に設置された。
チンギス・カンによる西夏国征服後にコンギラト部チグゥ駙馬家に与えられ、モンゴル帝国-大元ウルス時代を通じて同家の本拠地（投下領）となった。

## 歴史
唐代の鄯州を前身とする。唐の滅亡後、北宋を経て西寧州は西夏国の領土となったが、1227年のチンギス・カンによる西夏国征服によってモンゴル帝国の領土となった。同年、西夏国の領土の内、沙州が長子ジョチ家のバトゥに、山丹が次子チャガタイに、西涼が三子オゴデイに、それぞれチンギス・カンによって分封され、同時期に西寧州もチグゥ家に与えたとみられる。
『集史』「コンギラト部族志」には「チンギス・カンは4千人隊を他のコンギラト部族から分けて、彼（チグゥ）に支配させた。そして、トゥルイ・カンより年長の自分の娘トマルンを彼に与え、tūmāūt（チベット地方？）地方に派遣した。現在に至るまで、彼等の末裔達はかの地にいる」とある。『集史』に記されるように、チグゥは他のコンギラト部族から分離独立する形で征服されたばかりの西寧に移住し、またチンギス・カン家の娘を娶ることで「駙馬（キュレゲン）家」を形成したようである。
1260年代、帝位を巡ってクビライとアリク・ブケとの間で内戦（帝位継承戦争）が勃発すると、チグゥの子孫ジャンギ・キュレゲン（章吉駙馬）はクビライに味方しそれまでの地位を保証された。1286年（至元23年）には西寧州等処拘榷課税所が設置され、翌1287年（至元24年）にはジャンギは「寧濮郡王（「西寧」とチグゥ家の華北投下領たる濮州に由来する王号）」に封ぜられた。
朱元璋による明朝の建国後、西寧州には西寧衛が設置された。